# 李伊潭
李伊潭（韓語：이이담，1996年05月20日—），本名白惠媛（韓語：백혜원），韓國女演員。在電影《兩束光》中首次亮相，並在《孔雀都市》中首次擔任主角。

## 影視作品

### 劇集
| 年份   | 播放平台  | 劇名                     | 角色             | 備註 |
| 2021年 | tvN       | 《Voice4》               | Lisa Cho／趙勝雅 | 配角 |
| 2021年 | JTBC      | 《孔雀都市》             | 金伊雪           | 主演 |
| 2023年 | NETFLIX   | 《末日騎士》             | 4-1              | 配角 |
| 2023年 | NETFLIX   | 《精神病房也會迎來清晨》 | 閔德萊           | 配角 |
| 2025年 | tvN TVING | 《元敬》                 | 彩鈴             | 主演 |
| 2025年 | NETFLIX   | 《愛情怎麼翻譯？》       | 申智善           | 主演 |
| 2025年 | tvN       | 《ASURABALBALTA》        |                  | 主演 |

### 電影
| 年份   | 片名                     | 角色       | 性質 | 備註     |
| 2017年 | 《兩束光》               | 선미       | 配角 | 短篇電影 |
| 2019年 | 《이매몽》               | 마리       | 配角 | 短篇電影 |
| 2020年 | 《抓住救命稻草的野獸們》 | 重萬的女兒 | 配角 | 長篇電影 |
| 2025年 | 《逝去公主的孔雀舞》     |            | 配角 | 長篇電影 |

## 獎項榮譽
| 年份   | 頒獎典禮           | 獎項                    | 作品                     | 結果 | 參考  |
| 2024年 | 第60屆百想藝術大獎 | TV部門 女子新人演技賞   | 《精神病房也會迎來清晨》 | 提名 | [ 8 ] |
| 2025年 | 第4屆青龍系列大獎  | 電視劇部門 新人女演員獎 | 《元敬》                 | 提名 | [ 9 ] |

## 外部連結
- 官方网站
- 李伊潭的Instagram帳戶
- 李伊潭在NAVER上的资料
- 李伊潭在Daum上的资料
- 李伊潭在HanCinema的頁面（英文）